# Новгородов, Семён Андреевич
Семён Андреевич Новгородов (якут. Сэмэн Ноҕоруодап; 1 февраля [13 февраля] 1892, 2-й Хатылинский наслег, Боотурусский улус, Якутский округ, Якутская область, Российская империя — 28 февраля 1924, Ленинград, СССР) — якутский политик и учёный-лингвист, создатель массового якутского алфавита. Владел 20 иностранными языками.

## Детство и молодость
Семён Андреевич Новгородов родился 13 февраля 1892 года во 2-м Хатылинском наслеге Боотурусского улуса (ныне Болтогинский наслег Чурапчинского улуса, Якутия) в семье богатого человека Андрея Александровича. Он научил своего сына читать книги на церковнославянском языке. Позднее Новгородов учился русскому языку и арифметике у сонаслежника-псаломщика Андрея Винокурова. Потом он посещал частную школу политссыльного И. Т. Цыценко в Чурапче. Так как Семён был прекрасным учеником, в 1905 году он поступил в реальное училище в Якутске. Во время обучения Новгородов много читал; начал собирать якутский фольклор. Семён Новгородов принял участие в создании первого литературного и политического журнала на якутском языке Саха саҥата (1912—1913 гг.), в котором он публиковал свои работы.

## Якутская письменность
Первый вариант якутской письменности, созданной русскими, недостаточно хорошо отражал особенности фонетики якутского языка. В своих первых трудах Новгородов использовал смесь кириллицы и латиницы. После того, как Новгородов окончил реальное училище, он преподавал в Еловской начальной школе и Вилюйском городском четырёхклассном училище. В 1913 году поступил на арабско-персидско-турецкий разряд Восточного факультета Императорского Санкт-Петербургского университета. В декабре 1913 года принял участие во Всероссийском съезде народных учителей, выступив с докладом об обучении детей из национальных меньшинств на родных языках и необходимости учебников на якутском языке.
Годом позже Новгородов переходит на монголо-маньчжуро-турецкий разряд Восточного факультета. В 1914 году по заданию Русского комитета по изучению Средней и Восточной Азии Новгородов собирает фольклорные сказания в Таттинском улусе Якутии. Летние каникулы 1915 года проводит в Уфимской губернии, где практикуется в татарском языке и собирает фольклор волжских татар.
Также Новгородов изучает различные системы письменности для создания новой якутской. После долгих поисков его привлёк международный фонетический алфавит. Он добивался того, чтобы этот алфавит был принят для якутского языка. Многие представители якутской интеллигенции, возглавляемые поэтом А.Е. Кулаковским, защищали кириллицу. У Новгородова были следующие аргументы:
1. Якутская кириллица использовалась лишь 50 лет, и большая часть якутов была неграмотна.
2. Она не была унифицирована; параллельно использовались два варианта: бётлингковский (академический) и хитровский (миссионерский).

Главной проблемой якутской кириллицы было большое количество умлаутов, а также знаков долготы и краткости. Новгородов считал, что они замедляют скорость письма, а также приводят к многочисленным ошибкам — при наборе, написании и произношении, особенно это касалось миссионерского варианта.

## Политическая деятельность
Зиму 1916—1917 гг. Новгородов провёл, преподавая в якутской школе. Его статья «Основные задачи якутской интеллигенции» была опубликована в газете «Якутские ведомости». Новгородов поддерживал Февральскую революцию 1917 года. Он участвовал во многих съездах и даже был избран членом исполкома бюро Комитета общественной безопасности Якутска. На первом свободном съезде крестьян-якутов Новгородов представил свой вариант якутского алфавита, основанного на МФА, и говорил о необходимости издания первого якутского букваря (речь для съезда была написана В.М. Ионовым, также он разрешил Новгородову пользоваться рукописью своего букваря). Съезд поддержал его, и весной-летом 1917 года Новгородов вместе с Н.Е. Афанасьевым переработали рукопись Ионова. Новый букварь был назван Сахалыы сурук-бичик. Однако в нём не использовался алфавит МФА, поскольку некоторые его знаки невозможно было печатать в местных типографиях.
Осенью 1917 года Новгородов возвратился в Петроград, чтобы продолжить образование. Летом 1918 года он нанялся переводчиком в гидрографическую экспедицию, которая должна была изучать устье Лены, но гражданская война разрушила его планы. Поэтому он провёл 4 месяца, работая в Эхирит-Булагатском аймаке Иркутской губернии. Так как он изучал монгольский, он свободно говорил на бурятском и участвовал в местных собраниях. В марте 1919 года Новгородов опубликовал несколько статей, в которых требовал создания кафедры якутского языка при Иркутском государственном университете, а также отметил сходство современного якутского и языка орхоно-тюркских памятников, подтверждённое более поздними работами других исследователей.

В сентябре 1919 года Новгородов приехал в Якутск и присоединился к якутскому культурно-просветительному обществу «Саха аймах». Так как правительство Колчака не поддерживало идеи Новгородова, он приветствовал возвращение советской власти. В это же время Новгородов развивает бурную общественную и научную деятельность; он руководит подотделом по научному исследованию Якутской губернии, заведует его лингвистической секцией, участвует в научной экспедициях в восточные улусы Якутии, ведёт лекции на агитационно-политических и педагогических курсах, занимает должность председателя комиссии по составлению учебников на якутском языке. Так как в Якутии были проблемы с типографским оборудованием, в 1920 году Новгородову была поручена его закупка в Центральной России.
В 1922 году выходит второй, переработанный якутский букварь Бастааҥҥы сурук-бичик. В том же году, якутский язык стал преподаваться в школах Якутской АССР. В 1923 году новый якутский шрифт был подготовлен в Петрограде, тогда же был опубликован ещё один букварь Сурук-бичик и книга для чтения Ааҕар кинигэ. Этот букварь был гораздо лучше других и состоял из пяти частей: художественная литература, история, география, медицина и фольклор. В 1923—1924 годах букварь был распространён по всей Якутии и широко применялся в местных ликбезах. После того, как новое типографское оборудование было завезено в республику, у местных жителей появилась возможность издавать свои книги и газеты. В конце 1923 года стала выходить республиканская газета «Кыым» — на новгородовском варианте алфавита. До 1930 года, когда Якутия перешла на Яналиф, на новгородовском алфавите было издано более 200 книг, включая 30 учебников. Новый алфавит стал важным толчком в развитии якутской культуры.
В 1922 году Новгородов окончил Петроградский государственный университет и вместе с М. К. Аммосовым представлял Якутию в Народном комиссариате по делам национальностей. Он принимал участие в установлении границ ЯССР. Также Новгородов был избран Якутским губернским съездом ревкома в депутаты XI съезда РКП(б).
С осени 1923 года являлся научным сотрудником Института сравнительной истории литературы и языков Запада и Востока при факультете общественных наук Петроградского государственного университета. Незадолго перед смертью был приглашен в Иркутский университет.
Семён Новгородов умер от острой уремии 28 февраля 1924 года. Похоронен на Смоленском кладбище в Санкт-Петербурге.

## Статьи
- Основные задачи якутской интеллигенции
- Якутский язык и грамота в качестве необязательных предметов
- Первые шаги якутской письменности

## Память
- 13 февраля, в день рождения Семёна Новгородова, в Якутии отмечается День родного языка и письменности[4].
- Имя С.А. Новгородова присвоено:

Чурапчинской средней школе (1994);
Национальному книжному издательству «Бичик» Республики Саха (Якутия) (2007);
скверу в г. Санкт-Петербурге (2022).
- На территории книжного издательства Бичик установлен бюст Семёна Новгородова (2009).

## Семья
- Супруга — Мария Павловна Новгородова (Фелицина) (1894 — 1973), работник библиотеки АН СССР.
- Дочь — Елена Семёновна Новгородова (1924 — 2012)[7], к.ф.н., доцент. С отличием окончила Якутский государственный педагогический институт (по специальности «преподаватель русского языка и литературы), факультет иностранных языков и аспирантуру Ленинградского государственного педагогического института им. А.И.Герцена. С 1953 до 1990 гг. работала в ЛГПИ им. А.И. Герцена. Позже — в Пушкинском высшем Военном училище радиотехники ПВО. С 1993 г. доцент кафедры иностранных языков в Ленинградском областном педагогическом институте. До 2006 года работала доцентом Института народов Севера РГПУ им. А.И. Герцена (преподавала немецкий язык)[8]. Муж — Андрей Николаевич Егоркин, инженер.
- Внук — Николай Андреевич Егоркин.